# Siergiej Barminski
Siergiej Arsienjewicz Barminski (ros. Сергей Арсентьевич Барминский, ur. w marcu 1900 we wsi Korino w guberni niżnonowogrodzkiej, zm. 10 lutego 1938) – funkcjonariusz radzieckich służb specjalnych, starszy major bezpieczeństwa państwowego.

## Życiorys
Do 1915 skończył jedną klasę seminarium duchownego w Niżnym Nowogrodzie, z którego został wydalony, po czym został słuchaczem kursów buchalterów w Moskwie, od 1918 do marca 1919 był sekretarzem i przewodniczącym powiatowego i miejskiego komitetu Komsomołu w Bałachnie i jednocześnie słuchaczem kursów agitatorów instruktorów przy Centralnej Szkole WCIK/Uniwersytecie Komunistycznym, w marcu 1919 został przyjęty do partii komunistycznej RKP(b). Od marca do czerwca 1919 służył w Armii Czerwonej, od czerwca do sierpnia 1919 był słuchaczem kursów specjalnego przeznaczenia przy Czece, po ukończeniu których został pełnomocnikiem moskiewskiej gubernialnej Czeki. Następnie pracował w odeskiej gubernialnej Czece kolejno jako pełnomocnik, szef wydziału wojskowego i zastępca przewodniczącego, później jako funkcjonariusze odeskiego gubernialnego oddziału GPU był pomocnikiem szefa wydziału specjalnego, sekretarzem i szefem wydziału administracyjnego i wydziału kontrwywiadowczego, jednocześnie przez pewien czas był naczelnikiem Wydziału Specjalnego Czeki Granicy Rumuńskiej. Później był zastępcą szefa Wydziału Kontrwywiadowczego GPU Ukraińskiej SRR, zastępcą szefa kijowskiego obwodowego oddziału GPU i zastępcą pełnomocnego przedstawiciela OGPU Kraju Dalekowschodniego/zastępcą szefa Zarządu NKWD Kraju Dalekowschodniego, jednocześnie pełniąc (do 9 sierpnia 1937) funkcję szefa Wydziału Specjalnego OGPU/Wydziału V NKWD Samodzielnej Dalekowschodniej Armii Czerwonego Sztandaru, a od 27 lutego do 15 marca 1933 funkcję p.o. szefa Nadmorskiego Obwodowego Oddziału GPU, w 1936 otrzymał stopień starszego majora bezpieczeństwa państwowego.
9 sierpnia 1937 został aresztowany podczas wielkiego terroru, następnie rozstrzelany.